# Koča na Pesku
Koča na Pesku – schronisko turystyczne na Pohorju w Słowenii na wysokości 1386 m., które znajduje się na skraju większej polany, ta zaś pod szczytami Pesek i Rogla. Ponieważ polanę otacza las, ze schroniska nie ma dobrego widoku.
Posiada 47 miejsc w pokojach wieloosobowych odpowiednich dla turystów górskich i zielonych szkół. Dysponuje terenami i sprzętem do uprawiania sportów aktywnych. Łóżka w pokojach są piętrowe, łazienki i sanitariaty są na piętrach, jest świetlica. Dysponuje restauracją. Jest na trasie Słoweńskiego Szlaku Górskiego.

## Szlaki turystyczne
- Ribniškie schronisko – schronisko na Pesku (koło Lovrenškich jezer) 2 h 50'
- hotel Planja – schronisko na Pesku (przez szczyty Rogli) 35'